# SEG 플라자
SEG 플라자(중국어:赛格广场)는 중국 광둥성 선전시에 위치한 마천루이다. 이 건물은 2021년 5월 18일 오후 12시경 건물이 흔들린다는 신고가 들어와 원인 파악중이며 현재 이 건물은 봉쇄되었다.